# Погвіздув-Новий
Погвіздув-Новий (пол. Pogwizdów Nowy) — село в Польщі, у гміні Глогув-Малопольський Ряшівського повіту Підкарпатського воєводства. Населення — 1018 осіб (2011).
У 1975-1998 роках село належало до Ряшівського воєводства.

## Демографія
Демографічна структура станом на 31 березня 2011 року:
|          | Загалом | Допрацездатний вік | Працездатний вік | Постпрацездатний вік |
| -------- | ------- | ------------------ | ---------------- | -------------------- |
| Чоловіки | 513     | 116                | 347              | 50                   |
| Жінки    | 505     | 98                 | 307              | 100                  |
| Разом    | 1018    | 214                | 654              | 150                  |